# Tim van Rijthoven
Tim van Rijthoven (Roosendaal, 24 aprile 1997) è un ex tennista olandese.
Dopo un anonimo inizio di carriera, si è imposto all'attenzione pubblica nel 2022 vincendo a sorpresa l'ATP 250 di 's-Hertogenbosch, secondo torneo del circuito maggiore a cui avesse preso parte, sconfiggendo in finale l'allora nº 2 del mondo Daniil Medvedev. Con questo successo ha raggiunto la 101ª posizione nel ranking ATP. Sempre nel 2022 raggiunse il quarto turno a Wimbledon. In precedenza aveva vinto in singolare solo alcuni tornei del circuito ITF e tre in doppio nel circuito Challenger. Ha inoltre fatto due apparizioni nella squadra olandese di Coppa Davis nel 2015 e 2016.
Durante la sua carriera è spesso stato vittima di infortuni, tra cui uno al gomito a partire dal 2023 che lo ha costretto a una lunga inattività e al ritiro nel 2025.

## Carriera

### Inizi e carriera tra gli juniores
Impara a giocare dai genitori che erano allenatori di tennis e cresce ispirandosi al connazionale Richard Krajicek, ma il suo idolo diventa Roger Federer. Per un periodo si allena alla IMG Academy di Bradenton, in Florida. Gioca nell'ITF Junior Circuit tra il 2011 e il 2015, vince in totale un titolo in un torneo minore in singolare e due titoli in doppio, di cui uno in un torneo di Grade 1. Vince i primi tornei nel 2013 e dal 2014 consegue buoni risultati anche nei tornei di Grade A, con i quarti di finale in doppio al Trofeo Bonfiglio, i quarti di finale in singolare e le semifinali in doppio a Wimbledon e i quarti di finale in doppio agli US Open. Nel gennaio 2015 vince il titolo in doppio e arriva in finale in singolare al Grade 1 di Traralgon, e gioca il suo ultimo torneo tra gli juniores a fine mese agli Australian Open, arrivando nei quarti di finale in doppio. Per effetto di questi risultati, nel marzo 2015 raggiunge il suo best ranking di categoria al 13º posto mondiale.

### 2013-2015, inizi da professionista, primo titolo ITF, esordio in Coppa Davis
Dopo le prime apparizioni tra i professionisti nel 2013 e 2014, nel settembre 2015 viene chiamato a esordire in Coppa Davis nello spareggio di Gruppo Mondiale perso 4-1 contro la Svizzera e viene sconfitto nell'ultimo ininfluente match da Henri Laaksonen. Subito dopo alza il primo trofeo da professionista sconfiggendo Ramkumar Ramanathan nella finale del torneo ITF Futures Turkey F40. Prima di fine anno vince anche il titolo in singolare al Greece F11.

### 2016, prima finale Challenger, esordio nel circuito ATP
Nel gennaio 2016 vince il primo titolo in doppio al Turkey F3, e nel corso della stagione vince altri tre tornei ITF in doppio e tre in singolare. A marzo disputa le prime semifinali del circuito Challenger sia in singolare che in doppio al torneo di Drummondville e a luglio raggiunge in doppio la prima finale di categoria al The Hague Open, dove in coppia con Tallon Griekspoor viene sconfitto per 13-11 nel set decisivo dagli specialisti Wesley Koolhof / Matwe Middelkoop. In agosto esordisce nel circuito maggiore in singolare al Winston-Salem Open, nelle qualificazioni supera tra gli altri il nº 98 del ranking Radu Albot, primo top 100 sconfitto in carriera, e al primo turno viene eliminato in tre set da Jiri Vesely. In quel periodo entra nella top 300 del ranking e a settembre vince per la prima volta un incontro di Coppa Davis nella sfida vinta 5-0 con la Svezia battendo Mikael Ymer.

### 2017-2020, infortuni, lunghi periodi di inattività e crollo nel ranking
Nei quattro anni successivi resta spesso e per lungo tempo lontano dalle competizioni a causa di una serie di infortuni, i più gravi dei quali sono quelli al polso e a una vena del braccio destro, che lo costringono a sottoporsi a due interventi chirurgici, e il cosiddetto gomito del golfista, per il quale deve stare a riposo 9 mesi. Salta quasi tutta la stagione 2017 e gioca un solo torneo a dicembre dopo oltre un anno di inattività, trovandosi a ripartire da 0 punti nel ranking. Nel 2018 vince due titoli ITF in singolare, non gioca tra l'inizio di febbraio e la fine di maggio, e verso fine anno disputa alcuni tornei Challenger senza ottenere risultati di rilievo. Nella prima parte del 2019 vince tre delle quattro finali disputate in singolare nei tornei ITF e ad aprile vince un torneo ITF in doppio. Nella seconda parte della stagione è impegnato soprattutto nei tornei Challenger e raggiunge una semifinale in singolare e una in doppio. Verso fine anno torna nella top 300 del ranking di singolare. Salta tutta la prima parte della stagione 2020 e rientra in agosto dopo altri 9 mesi di inattività, senza ottenere particolari risultati.

### 2021, primi titoli Challenger in doppio e prima finale in singolare
Inizia la stagione 2021 in febbraio, a marzo vince un torneo ITF in singolare e a maggio si aggiudica per la prima volta un titolo Challenger al torneo di doppio Oeiras IV, gioca in coppia con Jesper de Jong e superano in finale Julian Lenz / Roberto Quiroz per 6-1, 7-6. Nel corso della stagione vince in doppio anche i Challenger di Pozoblanco e Rennes. Ad agosto disputa la prima finale Challenger in carriera a Segovia e viene sconfitto da Benjamin Bonzi con il punteggio di 6-7, 6-3, 4-6. Nel corso del 2021 porta il best ranking in singolare al 237º posto e quello di doppio al 260º.

### 2022, primo titolo ATP
Eliminato nelle qualificazioni agli Australian Open, a febbraio perde in finale al Challenger Città di Forlì IV contro Jack Draper, risultato con cui entra per la prima volta nella top 200 del ranking. Esce in semifinale al successivo Città di Forlì V e poco dopo sale alla 175ª posizione mondiale. Le premature sconfitte subite nei successivi tornei, tra cui quella al terzo turno di qualificazione al Roland Garros, lo fanno uscire dalla top 200. A giugno torna a giocare dopo quasi sei anni nel tabellone principale di un torneo ATP grazie a una wild-card per il torneo sull'erba di 's-Hertogenbosch; vince il suo primo incontro ATP in carriera contro il qualificato Matthew Ebden e desta scalpore al secondo turno sconfiggendo in rimonta il nº 14 del mondo Taylor Fritz. Elimina nei quarti di finale Hugo Gaston e compie un'altra impresa in semifinale battendo al tie-break del set decisivo il nº 9 del mondo Félix Auger-Aliassime, primo top 10 sconfitto in carriera. In finale si trova di fronte il nº 2 del ranking mondiale Daniil Medvedev, già sicuro di salire in vetta alla classifica a fine torneo, e a sorpresa van Rijthoven si aggiudica il titolo sconfiggendolo per 6-4, 6-1; risultato con cui sale al 104º posto mondiale. A 's-Hertogenbosch fa il suo esordio ATP anche in doppio, e viene eliminato al primo turno.
Si mette in evidenza anche a Wimbledon, dove entra per la prima volta nel tabellone di uno Slam con una wild-card e raggiunge il quarto turno; elimina nell'ordine Delbonis, il nº 18 del ranking Opelka, il nº 26 Basilašvili e viene sconfitto al quarto set da Đoković. Non trae beneficio da questi risultati per la decisione dell'ATP di non assegnare punti del ranking a seguito dell'esclusione dal torneo dei tennisti russi e bielorussi. Non si ripete sull'erba di Newport, dove in singolare esce al primo turno, mentre in doppio raggiunge i quarti di finale. Dopo un infortunio alla schiena che lo tiene fermo più di un mese, entra per la prima volta nel tabellone di una prova dello Slam per diritto di classifica agli US Open, al turno di esordio salva 7 match-ball contro Zhang Zhizhen nel terzo set e si impone al quinto. Al turno successivo perde in quattro set contro Casper Ruud dopo aver vinto il primo.

### 2023-2025, infortunio, crollo nel ranking, rientri, nuovi periodi di inattività e ritiro
Di rilievo all'inizio del 2023 il secondo turno raggiunto all'ATP di Pune e il successo su Alex Molčan nella qualificazione di Coppa Davis vinta 4-0 contro la Slovacchia, che segna il suo rientro nel torneo dopo oltre sei anni. A febbraio si infortuna al gomito, deve quindi affrontare una lunga convalescenza e crolla nel ranking.
Nelle stagioni successive è spesso costretto ad altri periodi di inattività; rientra a giocare nel giugno 2024, nel giro di tre mesi perde tutti e quattro i match disputati, tra cui quelli nelle qualificazioni a Wimbledon e agli US Open. Dopo oltre cinque mesi di inattività, torna nuovamente nel circuito e gioca solo l'incontro perso nelle qualificazioni degli Australian Open 2025. Rientra per giocare le qualificazioni del Roland Garros 2025 e viene di nuovo sconfitto al primo turno. L'8 luglio 2025 annuncia il suo ritiro dal tennis professionistico, dovuto al persistente problema al gomito che non è mai guarito.

## Statistiche
Aggiornate al termine carriera.

### Singolare

#### Vittorie (1)
| Legenda              |
| Grande Slam (0)      |
| ATP Finals (0)       |
| ATP Masters 1000 (0) |
| ATP Tour 500 (0)     |
| ATP Tour 250 (1)     |

| N. | Data           | Torneo                                               | Superficie | Avversario in finale | Punteggio |
| 1. | 12 giugno 2022 | Rosmalen Grass Court Championships, 's-Hertogenbosch | Erba       | Daniil Medvedev      | 6-4, 6-1  |

### Tornei minori

#### Singolare

##### Vittorie (8)
| Legenda tornei minori |
| Challenger (0)        |
| ITF (8)               |

| N. | Data          | Torneo                     | Superficie  | Avversario in finale | Punteggio        |
| 1. | ottobre 2015  | Turkey F40, Antalya        | Cemento     | Ramkumar Ramanathan  | 6-3, 4-6, 6-4    |
| 2. | novembre 2015 | Greece F11, Heraklion      | Cemento     | Gonzales Austin      | 4-6, 6-3, 7-5    |
| 3. | febbraio 2018 | USA F6, Palm Coast         | Terra rossa | Maxime Chazal        | 6-4, 6-4         |
| 4. | luglio 2018   | Netherlands F3, Amstelveen | Terra rossa | Sidane Pontjodikromo | 6-2, 6-4         |
| 5. | febbraio 2019 | M25 Barnstaple             | Cemento (i) | Danylo Kalenichenko  | 7–6(5), 3-6, 6-1 |
| 6. | aprile 2019   | M25 Andijan                | Cemento     | Konstantin Kravčuk   | 6-3, 6(5)–7, 6-3 |
| 7. | maggio 2019   | M25 Namangan               | Cemento     | Roman Safiullin      | 6(5)–7, 7-5, 6-4 |
| 8. | aprile 2021   | M25 Bienne                 | Cemento (i) | Jiří Lehečka         | 6-2, 6-1         |

##### Sconfitte in finale (7)
| Legenda tornei minori |
| Challenger (2)        |
| ITF (5)               |

| N. | Data           | Torneo                             | Superficie  | Avversario in finale | Punteggio         |
| 1. | novembre 2015  | Greece F10, Heraklion              | Cemento     | Eric James Johnson   | 4-6, 6-4, 4-6     |
| 2. | marzo 2016     | Canada F1, Gatineau                | Cemento (i) | Alex Kuznetsov       | 5-7, 3-6          |
| 3. | aprile 2016    | Italy F7, Santa Margherita di Pula | Terra rossa | Laurent Lokoli       | 3-6, 2-6          |
| 4. | settembre 2016 | Canada F6, Calgary                 | Cemento     | Brayden Schnur       | 3-6, 6-3, 3-6     |
| 5. | marzo 2019     | M15 Manama                         | Cemento     | Tomas Machac         | 3-6, 3-6          |
| 6. | agosto 2021    | Open Castilla y León, Segovia      | Cemento     | Benjamin Bonzi       | 6(10)–7, 6-3, 4-6 |
| 7. | febbraio 2022  | Città di Forlì IV, Forlì           | Cemento (i) | Jack Draper          | 1-6, 2-6          |

#### Doppio

##### Vittorie (8)
| Legenda tornei minori |
| Challenger (3)        |
| ITF (5)               |

| N. | Data              | Torneo                            | Superficie  | Compagno           | Avversari in finale                | Punteggio              |
| 1. | 23 gennaio 2016   | Turkey F3, Adalia                 | Cemento     | Tallon Griekspoor  | Martin Blasko Paul Monteban        | 6-3, 6-1               |
| 2. | 18 giugno 2016    | Netherlands F1, Alkmaar           | Terra rossa | Tallon Griekspoor  | Ruben Gonzales Connor Smith        | 7–6(3), 6(3)–7, [10-8] |
| 3. | 2 luglio 2016     | Netherlands F3, Middelburg        | Terra rossa | Tallon Griekspoor  | Yanais Laurent Bobbie De Goeijen   | 6-2, 6-4               |
| 4. | 3 settembre 2016  | Canada F6, Calgary                | Cemento     | Stefanos Tsitsipas | Rubin Statham Hans Hach Verdugo    | 6-4, 2-6, [13-11]      |
| 5. | 6 aprile 2019     | M25 Bolton                        | Cemento (i) | Ryan Nijboer       | Glenn Smits Gijs Brouwer           | 7-6, 3-6, [10-5]       |
| 6. | 29 maggio 2021    | Oeiras Open Challenger IV, Oeiras | Terra rossa | Jesper de Jong     | Julian Lenz Roberto Quiroz         | 6-1, 7–6(3)            |
| 7. | 24 luglio 2021    | Open Diputación, Pozoblanco       | Cemento     | Igor Sijsling      | Diego Hidalgo Sergio Martos Gornés | 5-7, 7–6(4), [10-5]    |
| 8. | 18 settembre 2021 | Open de Rennes, Rennes            | Cemento     | Bart Stevens       | Marek Gengel Tomáš Macháč          | 6(2)–7, 7-5, [10:3]    |

## Vittorie contro giocatori top 10
| Stagione | 2022 | Totale |
| Vittorie | 2    | 2      |

| #    | Giocatore             | Ranking | Evento                        | Superficie | Turno | Punteggio        |
| ---- | --------------------- | ------- | ----------------------------- | ---------- | ----- | ---------------- |
| 2022 |                       |         |                               |            |       |                  |
| 1.   | Félix Auger-Aliassime | 9       | Libéma Open, 's-Hertogenbosch | Erba       | SF    | 6-3, 1-6, 7-6(5) |
| 2.   | Daniil Medvedev       | 2       | Libéma Open, 's-Hertogenbosch | Erba       | F     | 6-4, 6-1         |